# قوراية
قوراية أو إيوراين هي بلدية ساحلية تقع غربي ولاية تيبازة بنحو 60 كيلومترا، وتبعد 120 كيلومترا عن الجزائر العاصمة. مدينة قوراية معروفة بجمال شواطئها، مينائها ودفء سكانها الأمازيغ الذي يتكلم أغلبهم باللّغة الأمازيغية (اللّهجة (الشلحية٫ ثاشلحيت، ثاشنوين ).

## أصل الاسم قوراية
أصل هذه التسمية يعود إلى القديم وهي كلمة أمازيغية وهي إيوراين والتي تعني اتباع القمر وأصبح يطلق عليها في يومنا هذا باسم قوراية نظرا لعملية التعريب وفي العهد الإسلامي كانت تسمى - برشك - وقد ذكرها العديد من المؤرخين في مؤلفاتهم واقام بها الأندلسيون بعدما وجدوها خاوية على عروشها.
ويقال أنه كان يطلق عليها اسم «عدّالة».

## جغرافيا

### العصر الروماني
تعتبر غونوغو الواقعة على الساحل الجزائري بالقرب من قورايا ذات أهمية باعتبارها مستوطنة رومانية سابقة. أسسها الإمبراطور أوغسطس، كانت غونوغو معروفة في الأصل كمدينة صغيرة للمحاربين القدامى. على الرغم من هذا الدعم الإمبراطوري، لم تشهد غونوغو نمواً كبيراً تحت الحكم الروماني. قربها من قيسارية، عاصمة المقاطعة، ربما حد من تطورها.
كانت المدينة الرومانية أكبر بكثير. خارج الأسوار، ما زلنا نصادف خارج الأسوار صهاريج وآباراً وآشلاً وفي الجنوب الشرقي، بعض الأعمدة والتيجان الرخوة والناعمة من الطراز الأيوني المنحط والتي يبدو أنها كانت في الأصل لكنيسة أو كنيسة مسيحية من القرن الخامس تقريباً: في ذلك الوقت كانت غونوغو أسقفية. تم استغلال المحاجر في نهاية الرعن الذي يحمل المقبرة الموصوفة لاحقاً في هذا النص.

### فترة القرون الوسطى
وبمرور الوقت، خضعت غونوغو لتغييرات في الحكومة والاسم، وأصبحت تعرف في النهاية باسم برشك تحت الحكم الإسلامي. ومع ذلك، فقد ظلت محورًا للصراع الإقليمي، كما يتضح من استيلاء روجر الثاني ملك صقلية عليها في عام 1144.
في أواخر القرن الخامس عشر، شهدت غونوغو تدفق اللاجئين، معظمهم من المغاربة الفارين من الأندلس، شاهدة على تاريخها الغني.
يمكن رؤية التأثيرات الرومانية والبربرية على حد سواء بين الآثار، مع آثار الفخار والبناء والبنية التحتية. وتجدر الإشارة خصوصًا إلى مزار سيدي إبراهيم الذي بُني من مواد قديمة، وكذلك بقايا الخزانات الرومانية وقناة مائية. على الرغم من تدهور المدينة في نهاية المطاف، إلا أن هذه البقايا الأثرية تقدم لمحة عن عظمتها السابقة وتراثها الثقافي.

## آثار غونوغو

### المقابر القديمة
تضم غونوغو العديد من المقابر القديمة التي تسلط الضوء على مختلف الممارسات الجنائزية السائدة في المنطقة كان هذا السد يزود مدينة قونوغو (سيدي براهيم حاليًا) بالمياه عبر قناة شُيدت فوق الطريق الحالي، وكانت مبطنة بالحجارة ومزفتة داخليًا بالآجر المسحوق والجير. إلا أن الهبوط الأرضي المتتالي والحركات الزلزالية المتتالية دمرت هذا البناء إلى حد كبير. وبالقرب من الحدود بين أرحات (فيلبورغ سابقاً) وقورايا، كانت القناة تمر عبر نفق تحت تل، حيث لا تزال محفوظة بشكل جيد نسبياً.
وعلى وادي حربيل، تم اكتشاف بقايا سد صغير، من المرجح أنه كان مخصصاً لري الحدائق على الضفة اليسرى للوادي. وفي منطقة قورايا، عُثِر على آثار حوض خزان ربما كان يستخدم للري بين واديي مسلمون وسبت.
أما في منطقة المنصور (مارسو سابقاً)، فقد تم تسهيل الري على طول ضفاف وادي رمان من خلال سد بطول 7 إلى 8 أمتار. كما لوحظ وجود أنقاض قناة قديمة على طول وادي عيزر، مع وجود أقواس سليمة على طرفيه، بالإضافة إلى بقايا قنوات على طول ضفته اليسرى. وبالقرب من المنصور (مارسو سابقاً)، تم تحويل مجرى وادي زلازل، ولا تزال القناة ظاهرة فوق الطريق الحالي. وعلى نحو مماثل، تم تحويل مجرى وادي الزاوية حيث تظهر بقايا القناة على طول الطريق من زيوريخ إلى المنصور (مارسو سابقاً). وقد التقت هذه القنوات بالقرب من مزرعة بوكيه واستمرت عبر الجبال والوديان والقنوات إلى قيسارية لتزويد المدينة بالمياه. بالإضافة إلى ذلك، عُثِر على بقايا سد على وادي الزاوية يقع على بعد 500 إلى 600 متر في اتجاه مجرى النهر من نقطة التحويل، على الرغم من أن أهميته والغرض منه لا يزالان غير واضحين.

## التجارة والتجارة
يشهد السجل الأثري لغونوغو على أهميتها كمركز حيوي للتجارة والتجارة في العالم المتوسطي القديم. ويوفر الفخار المستورد من إيطاليا، بما في ذلك المزهريات والأواني المصنوعة بدقة، دليلاً ملموساً على الروابط البحرية والتبادل التجاري. وفي حين أن معاهدات العصر الروماني قيدت الوصول الروماني المباشر إلى الموانئ الأفريقية، إلا أن غونوغو كانت على الأرجح مركزاً وسيطاً يستقبل البضائع عبر التجار القرطاجيين. وهذا يؤكد الدور الرئيسي للمدينة في تسهيل شبكات التجارة والتبادل الثقافي عبر المنطقة.

## أعلام
من الاعلام الذين اشتهروا في هذه المنطقة:
- عبد الرحمن أبو زيد بن الإمام